# Катана
Катана (на японски език 刀 – меч) e двуръчен издължен японски меч с дължина 95 – 120 см (самото острие е с дължина около 70 см). Заедно с късия меч уакизаши влиза в комплекта с въоръжение на самураите.
Японските мечове били съхранявани на специални етажерки – катанакаке.
Кокатана е къс меч „катана“, който също влиза във въоръжението на самурая. Ръкохватката е права, острието е малко по-широко. Носел се е или на пояса, или закрепен на кръста.
Ръкохватката на „катана“ е с дължина обикновено около или над 35 см. Ширината на острието е около 3 см, дебелината – 5 мм. Острието се заточва до острота на бръснач. Ръкохватката е обвита в кожа от скат или друг материал, за да не се плъзга в ръцете. Теглото на меча е около 1 – 1,5 кг.
Хамон е линията на закалката на „катана“.
Най-древните мечове „катана“ били изработвани от майстори (също и ножниците за „катана“), които те украсявали с орнаменти – техниката била предавана от поколение на поколение като стара семейна реликва.
Особено ценни мечове „катана“ са тези, на които има „меи“ – клеймо с името на известен майстор и годината на изработване.